# داولنس
داولنس (انگلیسی: Dawlance) شرکت لوازم خانگی پاکستانی است، که در سال ۱۹۸۰ تأسیس شد.